# Rundfunkjahr 1934

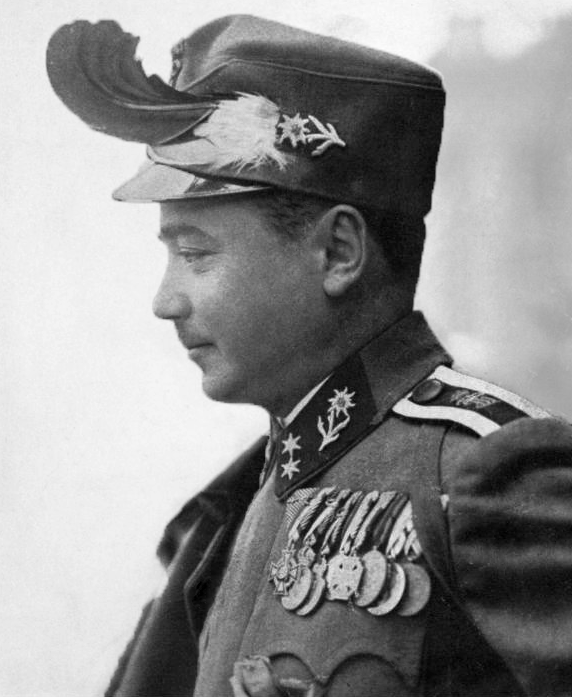
1934: Engelbert Dollfuß verkündet mittels Hörfunk das Standrecht

Liste der Rundfunkjahre

◄◄ | ◄ | 1930 | 1931 | 1932 | 1933 | Rundfunkjahr 1934 | 1935 | 1936 | 1937 | 1938 | ► | ►►

Weitere Ereignisse

## Allgemein
- 9. Juni – In dem 7-minütigen Zeichentrickkurzfilm The Wise Little Hen ist zum ersten Mal die Comic- und Trickfilmfigur Donald Duck in einer Nebenrolle zu sehen. Schon bald entwickelt sich der Charakter neben Micky Mouse zum beliebtesten im "Walt-Disney-Universum".
- 1. Juli – USA: Die Federal Radio Commission wird durch die Federal Communications Commission ersetzt.

## Hörfunk
- Februar – Im Verlauf der Februarkämpfe zwischen dem österreichischen Bundesheer und dem Republikanischen Schutzbund, den bewaffneten, paramilitärischen Kräften der Sozialdemokraten verkündet Bundeskanzler Engelbert Dollfuß über die RAVAG das Standrecht.
- April – Debüt der Talentshow Major Bowes Amateur Hour auf dem New Yorker Sender WHN.
- 25. Juli – Während des nationalsozialistischen Juliputsches in Österreich werden die Studios der RAVAG in der Wiener Johannesgasse von Putschisten besetzt. Sie lassen eine angebliche Rücktrittserklärung von Bundeskanzler Dollfuß verlesen. Im Verlauf der Kämpfe kommen mehrere Personen ums Leben, die Räumlichkeiten werden verwüstet.
- 24. November: Vom Reichssender Köln wird erstmals die Unterhaltungssendung Der frohe Samstagnachmittag mit den „drei frohen Gesellen“ (Hans Salcher, Rudi Rauher und Karl Wilhelmi) ausgestrahlt.[1]

## Geboren
- 17. Februar – Barry Humphries, australischer Komiker und Schauspieler (Fiktivfigur Dame Edna Everage) wird in Melbourne geboren († 2023).
- 18. Februar – Ernst Grissemann, österreichischer Radiomoderator, 1967–79 erster Intendant der Popwelle Ö3, wird in Imst geboren. Durch seine unverwechselbare Stimme wurde er einem breiten Publikum als langjähriger ORF-Kommentator des Neujahrskonzertes der Wiener Philharmoniker und des Eurovision Song Contest bekannt († 2023).
- 27. Februar – Inge Trisch, Fernsehautorin und Redakteurin für das Kinderfernsehen der DDR, wird in Greifswald geboren. Sie gilt als Mitschöpferin von Pittiplatsch und weiteren Figuren des DDR-Fernsehens († 2023).
- 16. Mai – Ilse Seemann, Schauspielerin, Hörspielsprecherin, Hörfunkmoderatorin beim NDR und Autorin wird in Beeskow geboren († 2021).
- 12. Juni – Winfried Scharlau, Fernsehkorrespondent des NDR vor allem in Südostasien und Moderator der ARD-Sendung Weltspiegel, wird in Duisburg geboren († 2004).
- 10. Juli – Alfred Biolek, deutscher Fernsehunterhalter und Talkmaster, wird in Freistadt (heute Karvi, Tschechien) geboren († 2021).
- 07. September – Wolfgang Unterzaucher, österreichischer Schauspieler und Hörspielsprecher, wird in Graz geboren († 2021).
- 18. September – Dieter Stolte, deutscher Journalist und Intendant des ZDF, wird in Köln geboren († 2023).
- 18. Oktober – Inger Stevens, schwedisch-amerikanische Schauspielerin (Twilight Zone, 1960), wird als Inger Stensland in Stockholm geboren († 1970).
- 09. November – Carl Sagan, US-amerikanischer Astrophysiker, Autor und Fernsehpräsentator (Cosmos: A Personal Voyage), wird in Brooklyn (New York) geboren († 1996).
- 04. Dezember – Victor French, US-amerikanischer Regisseur und Seriendarsteller (Mark Gordon in Ein Engel auf Erden), wird in Santa Barbara (Kalifornien) geboren († 1989).
- 19. Dezember – Rudi Carrell, niederländisch-deutscher Showmaster (Am laufenden Band, Herzblatt), Schauspieler (Tante Trude aus Buxtehude, 1971) und Sänger (Wann wird’s mal wieder richtig Sommer?, 1975), wird als Rudolf Wijbrand Kesselaar in Alkmaar geboren († 2006).